# Anyphops tuckeri
Espèce
Synonymes
- Selenops tuckeri Lawrence, 1940

Anyphops tuckeri est une espèce d'araignées aranéomorphes de la famille des Selenopidae.

## Distribution
Cette espèce est endémique d'Afrique du Sud,. Elle se rencontre au Nord-Ouest, au Gauteng et au Mpumalanga.

## Description
La femelle holotype mesure 10,3 mm.

## Étymologie
Cette espèce est nommée en l'honneur de Richard Williams Eihelbert Tucker.

## Publication originale
- Lawrence, 1940 :  The genus Selenops (Araneae) in South Africa. Annals of the South African Museum, vol. 32, p. 555-608 (texte intégral).